# پلی فسفاژن

## پلی فسفاژن ها
پلی فسفاژن ها 

ساختار شیمیایی پلی فسفاژن

از یک نیتروژن و فسفر تشکیل شده که با یک پیوند دو گانه بهم وصل می شوندو به اتم فسفر دو گروه جانبی وصل می شود. در زنجیره اصلی ترکیب غیرآلی وجود داردکه گروههای آلی مختلف را جذب میکند.
اولین پلی فسفاژنی که تولید شد پلی دی کلروفسفاژن بود. به دلیل فعالیت زیاد پیوند P-Cl ناپایدار است. این پلیمر زیست تخریب پذیر است . چون گروه جانبی دارد اگر به این گروه های جانبی مثلاً پلی استر وصل شود این پلیمر را تحت تخریب قرار می دهند . مثل گروه آمینی- استرهای آمینو اسید- لاکتات یا ایمدازول.

## خواص
به دلیل وجود فسفر زیست سازگار، انعطاف پذیر، گسترۀ دمایی Tg دارد .(یعنی Tg آن دماهای زیادی می‌تواند باشد)خنثی بودن شیمیایی، مقاومت در برابر پرتو ، خواص الاستومری ،استحکام مکانیکی خوب، نفوذپذیری در برابر حلال . 